# 한국대학스포츠협의회
사단법인 한국대학스포츠협의회(社團法人 韓國大學스포츠協議會, Korea University Sport Federation)는 대학스포츠 종합 관리·감독·선진형 대학스포츠 문화 조성, 침체된 대학스포츠의 부활 및 재정자립 유도를 도모하기 위하여 2010년 7월 16일 설립된 대한민국 문화체육관광부 소관의 사단법인이다. 사무실은 서울특별시 송파구에 있다.

## 주요 사업
- 대학스포츠의 기본방침 심의 및 결정
- 대학스포츠 제도의 연구, 협의 및 조정
- 대학 학생선수들의 학업관리와 학사운영에 관한 연구 및 지원을 통한 학습권 보장
- 대학스포츠 경기력 향상을 위한 지원 사업
- 대학스포츠 지도자들의 관리․지원 및 학생선수 지원에 관한 사업

## 회원교
한국대학스포츠협의회는 체육부를 설립하고 있는 대학의 총장이 신청할 경우 회원 대학으로 받아들이고 있다. 2019년 기준으로, 104개 대학이 가입되어 있다.

### 대학
볼드체 표시된 대학은 2019년 기준으로, 한국대학스포츠협의회가 개최하는 리그에 참여중인 대학이다.
| 교명               | 설립         | 지역 | 비고                     |
| ------------------ | ------------ | ---- | ------------------------ |
| 가천대학교         | 사립         | 경기 |                          |
| 가톨릭관동대학교   | 사립         | 강원 | 축구                     |
| 강릉원주대학교     | 국립         | 강원 |                          |
| 강원대학교         | 국립         | 강원 | 정구                     |
| 건국대학교         | 사립         | 서울 | 농구, 축구               |
| 경기대학교         | 사립         | 경기 | 배구, 축구               |
| 경남과학기술대학교 | 국립         | 경남 | 배구                     |
| 경남대학교         | 사립         | 경남 |                          |
| 경동대학교         | 사립         | 강원 |                          |
| 경북대학교         | 국립         | 대구 |                          |
| 경성대학교         | 사립         | 부산 |                          |
| 경운대학교         | 사립         | 경북 |                          |
| 경희대학교         | 사립         | 서울 | 농구, 배구, 축구, 핸드볼 |
| 계명대학교         | 사립         | 대구 |                          |
| 고려대학교         | 사립         | 서울 | 농구, 축구               |
| 공주대학교         | 국립         | 충남 |                          |
| 광운대학교         | 사립         | 서울 | 축구                     |
| 광주대학교         | 사립         | 광주 | 농구, 축구               |
| 광주여자대학교     | 사립         | 광주 |                          |
| 국민대학교         | 사립         | 서울 |                          |
| 군산대학교         | 국립         | 전북 |                          |
| 나사렛대학교       | 사립         | 충남 |                          |
| 남부대학교         | 사립         | 충남 | 축구                     |
| 단국대학교         | 사립         | 경기 | 농구, 축구               |
| 대구대학교         | 사립         | 대구 | 축구                     |
| 대전대학교         | 사립         | 대전 |                          |
| 동국대학교         | 사립         | 서울 | 농구, 축구               |
| 동신대학교         | 사립         | 전남 | 축구                     |
| 동아대학교         | 사립         | 부산 | 축구                     |
| 동양대학교         | 사립         | 경북 |                          |
| 동의대학교         | 사립         | 부산 | 축구                     |
| 명지대학교         | 사립         | 경기 | 농구, 배구, 축구         |
| 목원대학교         | 사립         | 대전 |                          |
| 목포대학교         | 국립         | 전남 | 배구                     |
| 배재대학교         | 사립         | 대전 | 축구                     |
| 백석대학교         | 사립         | 충남 |                          |
| 부산대학교         | 국립         | 부산 | 농구                     |
| 부산외국어대학교   | 사립         | 부산 |                          |
| 상명대학교         | 사립         | 서울 | 농구                     |
| 서울대학교         | 국립대학법인 | 서울 | 축구                     |
| 선문대학교         | 사립         | 충남 | 축구                     |
| 성결대학교         | 사립         | 경기 |                          |
| 성균관대학교       | 사립         | 서울 | 농구, 배구, 축구         |
| 세종대학교         | 사립         | 서울 | 축구                     |
| 세한대학교         | 사립         | 전남 | 농구, 축구               |
| 순천대학교         | 국립         | 전남 |                          |
| 숭실대학교         | 사립         | 서울 | 축구                     |
| 아주대학교         | 사립         | 경기 | 축구                     |
| 안동대학교         | 국립         | 경북 |                          |
| 연세대학교         | 사립         | 서울 | 농구, 축구               |
| 영남대학교         | 사립         | 경북 | 축구                     |
| 영산대학교         | 사립         | 경남 |                          |
| 용인대학교         | 사립         | 경기 | 농구, 축구               |
| 우석대학교         | 사립         | 전북 | 축구                     |
| 울산대학교         | 사립         | 울산 | 축구                     |
| 원광대학교         | 사립         | 전북 | 축구, 핸드볼             |
| 위덕대학교         | 사립         | 경북 |                          |
| 인제대학교         | 사립         | 경남 | 축구                     |
| 인천대학교         | 국립대학법인 | 인천 | 축구                     |
| 인하대학교         | 사립         | 인천 | 배구                     |
| 전북대학교         | 국립         | 전북 |                          |
| 전주대학교         | 사립         | 전북 | 축구                     |
| 제주대학교         | 국립         | 제주 |                          |
| 조선대학교         | 사립         | 광주 | 농구, 배구, 핸드볼       |
| 중부대학교         | 사립         | 충남 | 배구                     |
| 중앙대학교         | 사립         | 서울 | 농구, 축구               |
| 중원대학교         | 사립         | 충북 | 축구                     |
| 창원대학교         | 국립         | 경남 |                          |
| 청주대학교         | 사립         | 충북 | 축구                     |
| 초당대학교         | 사립         | 전남 | 축구                     |
| 충남대학교         | 국립         | 대전 | 배구, 핸드볼             |
| 충북대학교         | 국립         | 충북 | 축구                     |
| 한경대학교         | 국립         | 경기 |                          |
| 한국교통대학교     | 국립         | 충북 |                          |
| 한국체육대학교     | 국립         | 서울 | 핸드볼                   |
| 한남대학교         | 사립         | 대전 | 축구                     |
| 한라대학교         | 사립         | 강원 | 축구                     |
| 한려대학교         | 사립         | 전남 | 축구                     |
| 한림대학교         | 사립         | 강원 |                          |
| 한양대학교         | 사립         | 서울 | 농구, 배구, 축구         |
| 한일장신대학교     | 사립         | 전북 |                          |
| 호남대학교         | 사립         | 광주 | 축구                     |
| 호서대학교         | 사립         | 충남 | 축구                     |
| 홍익대학교         | 사립         | 서울 | 배구, 축구               |

### 산업대학
볼드체 표시된 대학은 2019년 기준으로, 한국대학스포츠협의회가 개최하는 리그에 참여중인 대학이다.
| 교명       | 설립 | 지역 | 비고 |
| ---------- | ---- | ---- | ---- |
| 호원대학교 | 사립 | 전북 | 축구 |

### 전문대학
볼드체 표시된 대학은 2019년 기준으로, 한국대학스포츠협의회가 개최하는 리그에 참여중인 대학이다.
| 교명               | 설립 | 지역 | 비고       |
| ------------------ | ---- | ---- | ---------- |
| 강릉영동대학교     | 사립 | 강원 | 야구       |
| 강원도립대학교     | 공립 | 강원 |            |
| 경북전문대학교     | 사립 | 경북 |            |
| 계명문화대학교     | 사립 | 대구 |            |
| 군장대학교         | 사립 | 전북 | 축구       |
| 대구과학대학교     | 사립 | 대구 |            |
| 대덕대학교         | 사립 | 대전 |            |
| 동강대학교         | 사립 | 광주 | 축구, 야구 |
| 목포과학대학교     | 사립 | 전남 | 축구       |
| 문경대학교         | 사립 | 경북 | 축구       |
| 송호대학교         | 사립 | 강원 | 축구       |
| 안동과학대학교     | 사립 | 경북 | 축구       |
| 여주대학교         | 사립 | 경기 |            |
| 울산과학대학교     | 사립 | 울산 |            |
| 전남과학대학교     | 사립 | 전남 |            |
| 전주비전대학교     | 사립 | 전북 |            |
| 조선이공대학교     | 사립 | 광주 | 축구       |
| 충북보건과학대학교 | 사립 | 충북 |            |
| 한국골프대학교     | 사립 | 강원 | 축구       |